# Navarretia filicaulis
Navarretia filicaulis är en blågullsväxtart som först beskrevs av John Torrey, och fick sitt nu gällande namn av Edward Lee Greene. Navarretia filicaulis ingår i släktet navarretior, och familjen blågullsväxter. Inga underarter finns listade i Catalogue of Life.